# Воды Марса
«Воды Марса» — второй спецвыпуск британского научно-фантастического телесериала «Доктор Кто» 2009 года. Премьера состоялась 15 ноября 2009 года. 19 декабря 2009 серия была показана на канале BBC America и вышла на DVD и Blu-ray в Великобритании 11 января 2010 года, а в США — 2 февраля 2010. Действие происходит на Марсе в 2059 году, где Доктор встречает первую человеческую колонию на Марсе. Руководит командой капитан Аделаида Брук, которой суждено стать важным человеком в истории, ведь именно с неё начнётся путешествие человечества к звёздам. Доктор должен решить, как использовать свои знания о судьбе Брук и её команды, чтобы изменить историю. Согласно словам Расселла Ти Дейвиса, серия тесно связана с последующими двумя сериями «Конец времени», но не является первой частью трилогии. Спецвыпуск был посвящён Барри Леттсу, сценаристу и продюсеру «Доктора Кто», умершему в октябре 2009 года. Серия получила премию «Хьюго» за лучшую постановку.

## Сюжет
Доктор оказывается на планете Марс и встречает там первых людей-колонистов Марса в истории — команду под предводительством Аделаиды Брук — очень известной женщины, ставшей первой, кто колонизировал Марс. Именно с неё началось путешествие людей к звёздам. Однако Доктор знает, что 21 ноября 2059 года, в тот самый день, вся команда погибнет и их база будет уничтожена. Это закреплённое в истории событие, и изменять его нельзя.
Двое колонистов, Энди Стоун и Мэгги Кейн, заражены странной инфекцией, передающейся через воду. Их тело выделяет огромное количество воды. Вирус быстро распространяется, Энди заражает ещё одного колониста, Тарака Итала. Мэгги доставляют в медицинский отсек, где вирус активируется. Существо, вселившееся в неё, хочет попасть на Землю, планету, полную воды. Тарак и Энди пытаются пробраться внутрь базы, чтобы заразить остальных. Аделаида собирается эвакуировать базу. Доктор планирует уйти, чтобы не мешать случиться тому, что должно. Перед уходом он предупреждает Брук, что она должна умереть.
Энди и Тарак взбираются на крышу купола, и вода постепенно проникает внутрь. Мэгги также освобождается из медотсека и инфицирует Эда Голда — пилота шаттла. Эд активирует взрывное устройство, которое оставляет вирус в ловушке на Марсе, но команда корабля также не может выбраться.
На членов команды Романа и Штеффи Элрих попадает вода, они также инфицированы. Увидев взрыв, Доктор возвращается на базу. Брук активирует «протокол 5» — полное самоуничтожение базы, но, прежде чем всё взрывается, Доктор с помощью робота ГАДЖЕТ материализует ТАРДИС и перемещает оставшихся членов команды — Аделаиду, Юрия Керенского и Мию Беннетт, на Землю.
Доктор объясняет Аделаиде, что не хотел помогать ей из-за законов времени, предписывающих не изменять важные исторические события. Но поскольку все повелители времени, которые охраняли эти законы, кроме него, умерли, он решил, что теперь имеет право на это. Гордо назвав себя «Победителем времени», он говорит, что теперь может спасти не только «маленьких людей», таких как Юрий и Миа, но и таких важных, как Брук. Аделаида не соглашается с ним, идёт домой и совершает самоубийство. Всё встаёт на места, с той лишь разницей, что Брук умирает не на Марсе, а на Земле, есть выжившие Миа и Юрий, и подлинная история взрыва колонии на Марсе теперь известна землянам.

## Продолжение
- Доктор говорит о событиях серии «Огни Помпей», так как смерть Брук и гибель Помпей закреплены во времени.
- Аделаида показана во флеш-бэке, относящемся к событиям серии «Украденная Земля». Когда отец оставил её на чердаке во время вторжения далеков, один из них видел Аделаиду в окно, но не убил её, потому что знал, что её смерть — закреплённое во времени событие.
- Уд Сигма ранее появлялся в серии «Планета удов», где он предсказал события серии «Конец путешествия» и смерть Десятого Доктора.
- Доктор ссылается на пророчество Кармен о том, что он умрёт, когда «он постучит четыре раза». Как раз в это время инфицированный Энди Стоун стучит в дверь, но трижды, а затем Доктор бьёт его током.

## Производство
- «Воды Марса» изначально планировались как рождественский выпуск под названием «Красное Рождество»[11]. В выпуске «Доктор Кто: Конфиденциально» было подтверждено, что база «Bowie Base One» была названа в честь Дэвида Боуи — автора и исполнителя песни «Life on Mars?»[12]. Съёмки начались 23 февраля 2009 года. В конце февраля Дэвид Теннант, Дункан и другие актёры были замечены во время съёмок на Виктория-плейс, Ньюпорт[13]. Съёмки проходили на городской улице, которую съёмочная группа покрыла искусственным снегом[13][14].
- Сцены в «саду» проходили в Национальном ботаническом саду Уэльса, в Кармартеншире[15]. Также во время съёмок были представлены маленький робот ГАДЖЕТ и уд Сигма[16]. Изображение робота было включено в промологотип серии на официальном сайте «Доктор Кто»[17].

- Продюсер Никки Уилсон описала Аделаиду Брук (Линдсей Дункан) как «самую умную и сильную спутницу Доктора из всех». Дэвид Теннант сказал: «Она на самом деле не такая спутница, как другие. Она не тот человек, которого можно представить путешествующей с Доктором, катающейся с ним на лошади на закате, она вроде альфа-самца в комнате»[18].

## Трейлер
- 30-секундный трейлер к этой серии вышел сразу после показа «Планеты мёртвых»[19]. 9 июля 2009 года короткий клип из серии был доступен онлайн. 28 июля 2009 года на San Diego Comic Con был показан более длинный трейлер, который позднее был выставлен на сайте BBC[20]. 8 ноября 2009 года короткий трейлер был показан на BBC One[21].

## Награды
- «Воды Марса» получили премию Хьюго в 2010 году за лучшую постановку, так же как и две предыдущие серии: «Следующий Доктор» и «Планета мёртвых»[22][23].